# Criminologia radical
A Criminologia radical é uma ciência que nasce como crítica radical à teoria criminológica tradicional, distingue-se principalmente pela natureza do seu objeto de estudo (ao englobar o estudo da criminalização e do sistema penal como parte do controle social) e por seus objetivos políticos de socialização dos meios de produção à redução de criminalidade, evidenciando influência marxista em sua formação.
A criminologia, em seu surgimento, buscava depreender os motivos ou explicações da criminalidade centrada na conduta criminalizada. Sob influência dos avanços nas ciências naturais apresenta-se, a princípio, em variante biológica, com Lombroso e sociológica, com Ferri. Atualmente, pode-se identificar uma dicotomia consistente nas categorias amplas e antagônicas da criminologia positivista ou tradicional e da criminologia da “reação social” ou criminologia crítica.
A criminologia positivista cumpre um papel político de legitimação da ordem estabelecida, que tende a tratar o crime como episódio individual centralizando-se o estudo nas causas ou explicações do delito, i.e., um discurso etiológico em que a criminologia “assume uma posição subalterna de ciência auxiliar do Direito Penal”. Trata-se de um enfoque incapaz de questionar a estrutura social e as instituições jurídicas e políticas, direcionando-se principalmente a um estudo da minoria criminosa.
Em sentido oposto, a Criminologia Radical surge como resposta a essa concepção tradicional e busca suprir as falhas desta ao expandir o objeto de estudo criminológico e adotar posição contrária ao contexto político e econômico vigente.

## Desenvolvimento Histórico
Destacam-se na corrente da criminologia crítica dois momentos principais: o “liberal” e o “radical”. Diferenciam-se essencialmente em virtude do âmbito de investigação de cada um, enquanto os liberais limitam-se ao sistema penal, os radicais têm uma visão mais abrangente que engloba aspectos políticos, culturais, econômicos, etc.
Os liberais limitam-se a propor reformas do sistema punitivo, apresentando caráter reformista e um campo de análise mais restrito. Os radicais, por outro lado, assumem posicionamento mais abrangente e uma perspectiva sistemática, em que mostram-se necessárias mudanças estruturais no sistema político-econômico para que haja mudanças na ordem punitiva. Karl Marx ao utilizar-se do materialismo histórico e verificar a existência de uma estrutura ideológica (da qual faz parte inclusive o direito) subordinada a uma infraestrutura econômica  exerce influência no sentido de reconhecer o direito penal como instrumento para a manutenção da ordem social.
Apontam-se 3 grandes autores que devem ser levados em conta para o estudo da criminologia marxista: Willem Bonger (1876-1940), Evgeni Pachukanis (1891-1938) e Georg Rusche (1900-1950).
Bonger identifica o capital como causa da criminalidade, ao afirmar que as condições impostas às classes baixas é o que enseja um contexto produtor de delitos.
Pashukanis avalia a legislação e dogmática penal como maculadas por contratualismo burguês. Trata-se de um instrumento de estabilização das relações de exploração. Acreditava que o Direito seria dispensável caso se concretizasse o comunismo.
Rusche, ao analisar o castigo institucionalizado em sua obra Punição e Estrutura social (1939) inaugurou a incorporação do materialismo histórico na análise criminológica. Verifica-se que da baixa Idade Média até a sociedade industrial a criminalização acaba por atender às estruturas de poder econômico, traçando um antagonismo entre a função declarada e a função real do sistema punitivo. A prisão assume a função de controle completo da vida e do tempo e constitui uma válvula de controle da massa proletária. A partir da década de 1960, com contribuições científicas da psicanálise, antropologia e da sociologia, evidenciou-se exaltação acerca da criminologia radical marxista.
Feita a análise histórica do surgimento da criminologia radical, convém destacar dois autores relevantes com propostas específicas de alterar o poder punitivo.
Alessandro Baratta (1933-2002) contribuiu para desmascarar o “enfoque ‘neutro’ da criminalidade” ao traçar uma relação funcional entre a estrutura socioeconômica e o desvio. Nota-se que sua teoria confere à estrutura burguesa o uso de força e legitimidade através do direito penal para a perpetuação de controle e submissão das classes baixas.
Juarez Cirino dos Santos identifica que o discurso jurídico que busca justificar o sistema penal acaba por constituir a superestrutura controlada pelas forças produtivas vigentes. Verifica-se uma discrepância entre os reais objetivos e a função declarada das penas, também para uma perpetuação das relações sociais dominantes. Percebe-se que ambos os juristas apresentam propostas que buscam reverter a repressão das massas miseráveis e a perpetuação da exploração por uma classe dominante que deslustram o direito penal.

## Objeto de Estudo
A Criminologia Radical parte da análise crítica das estruturas sociais, determinadas pelos alicerces de classes e pelas relações de produção, que informam e definem o programa e a ideologia dos sistemas de controle social e punitivo. Nesse sentido, a Criminologia Radical se afasta completamente das criminologias etiológicas e positivistas que colocam no centro de seu estudo apenas o indivíduo criminoso chamado de "desviante" por diversos fatores, e aponta as contradições inerentes do sistema no qual o indivíduo está inserido e os fundamentos e embasamentos que permitem a criminalização de certos indivíduos estigmatizados, a partir de interesses de classe.
Dessa forma, a Criminologia Radical se inicia com duas quebras de paradigma do estudo criminológico: (i) ao invés de estudar o crime em si, como realidade ontológica ou relativo à natureza humana ou das sociedades humanas, se preocupa em analisar os processos de criminalização, ou seja, aqueles elementos que levam um determinado ato a ser classificado como crime e(ii) ao invés de olhar o criminoso como aquele indivíduo desviante, pré-determinado ao cometimento de crimes, analisa como o poder punitivo se encarrega de selecionar determinados indivíduos através de uma distribuição desigual da incriminação.
A partir disso, ressalta-se que o crime não é um ato qualificado como crime, mas a qualificação de um ato, definidos por critérios políticos e de classe. Esse critérios tem como objetivo a manutenção dos privilégios de classe e da estrutura tanto econômica quanto político-jurídica, que permitem que a esfera das relações de produção se mantenha intacta.
Essa manutenção, portanto, atende a uma demanda do poder econômico, que a partir das contradições de classe, se apropriam do poder político e, consequentemente, dos organismos de controle social. Nesse sentido, a Criminologia Radical se coloca como crítica feroz ao sistema e ao modo de produção capitalista, pondo-se claramente a favor de um projeto de viés marxista, que coloque fim as desigualdades sociais, estruturantes da criminalidade.
Esses processos de criminalização se dividem, de acordo com Raul Zaffaroni, em dois momentos: a criminalização primária e a criminalização secundária, que caracterizam a mudança do objeto de análise da Criminologia Radical.
A criminalização primária, como definido por Raul Zaffaroni, em livre tradução, é o ato e o efeito de sancionar uma lei penal material que incrimina ou permite a punição de certas pessoas. A partir desse ato formal, o poder político qualifica uma conduta como crime. 	Porém, esse poder político, formado para atender os interesses de classe burgueses, como aduz Juarez Cirino dos Santos, "protege seletivamente os interesses das classes dominantes". Esses interesses burgueses refletem em uma clara proteção da manutenção das relações de classe, que geram uma vasta produção penal que criminaliza as massas miseráveis, excluídas do mercado de trabalho ou subempregradas, marginalizadas, e uma mínima legislação punitiva às camadas privilegiadas, que serve para manter um falso de discurso de igualdade, que mantém as classes altas fora das mãos do poder punitivo e permite a super-representação das classes baixas nas rédeas do sistema penal.
A criminalização secundária é uma consequência da criminalização primária. De acordo com Raul Zaffaroni, em livre tradução, a criminalização secundária é a ação punitiva exercida sobre pessoas concretas.Essa criminalização se dá através dos mais diversos sistemas de controle social e punitivo que o Estado detém, como a polícia, o judiciário, o Ministério Público e pela própria prisão. Nesse ponto, a Criminologia Radical identifica a seletividade do sistema que se funda a partir das forças produtivas que direcionam sua repressão às classes desfavorecidas, marginalizadas e que não servem ao capital. O sistema punitivo será, portanto, uma forma de eliminar da esfera social esses indivíduos que não contribuem para o desenvolvimento e manutenção desse sistema. Juarez Cirino dos Santos define o fenômeno como “administração diferencial da criminalidade ”, em que os indivíduos são criminalizados não por seus atos, mas por suas posições na luta de classes e seu papel no aparelho das relações de produção. O ato determinado como criminoso, na verdade, apenas esconde a real intenção do sistema.
Juarez Cirino dos Santos demonstra que o próprio sistema atribui objetivos ideológicos aparentes a fim de esconder os objetivos reais ocultos. Colocando-se com um discurso de que busca amenizar as desigualdades sociais, reprimir a criminalidade econter o poder punitivo, o Direito, como superestrutura do poder estatal burguês, esconde nas sombras suas reais intenções de proteção as classes privilegiadas.

## Crítica ao sistema punitivo
A Criminologia Radical identifica o sistema punitivo como a ferramenta do poder burguês que assegura a manutenção do sistema de produção e da luta de classes. Há uma convergência do sistema de punição ao modo capitalista, como identifica Juarez Cirino dos Santos nos textos de Rusche e Kirchheimer. Em resumo, Rusche e Kirchheimer, analisam que o crescimento populacional conciliado com uma necessidade ou escassez de mão-de-obra e de produção de bens de consumo é um dos fatores que determinam como será a utilização do aparato punitivo do Estado.Rusche e Kirchheimer exemplificam isso, através do período chamado Idade Moderna, em que se observa a mudança do sistema punitivo devido à mudanças nas relações de produção. Nesse momento, como declararam, os métodos punitivos começam a se adequar as necessidades do mercado que começam a se utilizar da exploração de mão-de-obra escrava e das penas de trabalhos forçados.Esses meios serviam tanto ao propósito de degradar o corpo do explorado, literalmente uma punição, como retirar dele sua força produtiva, como pena pecuniária.
Com o crescimento das cidades e burgos, principalmente na Alemanha, Inglaterra e  França, cria-se a necessidade da produção de bens de consumo, mas esse crescimento não acompanha a produção de empregos, gerando uma mão-de-obra escassa, criando uma situação generalizada de pobreza, reforçada mais tarde pela Guerra dos Trintas Anos. Nesse instante, os capitalistas se voltam ao Estado a fim de manter seu mercado e um mínimo de mão-de-obra. Se utilizam de mecanismos como a obrigatoriedade dos pobres de permanecerem em seu lugar de origem, políticas de incentivo à nascimentos e aumento populacional, proibição de imigração, inserção de crianças nas produções, e até mesmo a utilização de condenados nas guerras, como a já citada Guerra dos Trintas Anos, em que os "delinquentes", por meio do alistamento, se livravam de penas, como a forca, e passavam a atuar no meio militar.
Também nascem nessa época as casas de correção, que vão aglutinar a ideologia burguesa do trabalho e de superação da pobreza através dele. Com o discurso de ressocialização dos condenados, as casas de correção se apropriavam do corpo do condenado a ela, inserindo-o compulsoriamente no mercado como mão-de-obra, doutrinando-o para que, futuramente, ele se integre voluntariamente ao mercado de trabalho. No entanto, o que se esconde por trás desse discurso é a real necessidade de mão-de-obra, inserção daqueles de fora do mercado as necessidades da indústria, da transformação social dos "vagabundos" em objeto útil ao sistema mercantil e de seu adestramento aos hábitos laborais.
A partir dessa exemplificação, nota-se a mudança do sistema penal  que se mantém convergente às necessidades do sistema de produção. A burguesia começa a se apropriar do aparato Estatal e punitivo para impor sua lógica de mercado na sociedade. As penas corporais se esvaziam e tem-se como finalidade a adequação do corpo e da mente das classes baixas para a lógica de mercado. As penas que afligem o corpo do condenado não são tão eficientes para a manutenção das relações de produção, além de causar inutilização de mão-de-obra, colocando-se em voga a utilização do aparelho punitivo para adestrar condenado aos interesses de classe.
Esse movimento de diminuição da pena que agrida a força de trabalho e aumento das penas de trabalho forçado desembocam no desenvolvimento da pena de prisão. Como aduz Juarez Cirino dos Santos, a mudança do sistema feudal, que se utilizava, principalmente, das penas corporais, para o sistema mercantilista, em que adota-se em maior medida, o trabalho forçado em detrimento das penas corporais e a introdução da prisão como elemento primordial da punição, proporcionou o desenvolvimento do mercado.
A pena de prisão atende, nesse momento, não mais aos sentimentos vingativos ou punitivos, mas as demandas de mercado. A punição do condenado à prisão começa a ser medida pelo tempo, fator determinante ao mercado, pois funciona como medida de apropriação de riqueza, de troca de força de trabalho por mercadorias. Portanto, o sistema punitivo, como demonstrado, sempre se colocou instrumento de dominação das classes baixas e ferramenta de desenvolvimento do capitalismo e com finalidade de atender os interesses de classe. Aqueles não inseridos nas relações de produção eram/são ou excluídos da vida social (pela morte, pelo encarceramento) ou são inseridos compulsoriamente às relações de mercado (apropriação da força de trabalho, pena de trabalhos forçados, penas de prestação de serviço).

## Os Discursos sobre Crime e Pena
A Criminologia Radical também baseia-se na análise das reais funções e utilizações da pena. Partindo-se das bases teóricas do marxismo, definindo as relações de poder que estruturam o funcionamento da sociedade capitalista, esta teoria demonstra que “a pena... serve perfeitamente à manutenção da sujeição inerente a este sistema, o qual é historicamente fundado no binômio cárcere-fábrica (fábrica para aqueles que se sujeitam às condições impostas... e cárcere para os marginalizados) ”. Ou seja, a Criminologia Radical tem como objeto de estudo o crime e o controle social, através do método dialético evidencia como a pena, apesar de todo embasamento teórico frequentemente atribuído a ela, serve tão somente à manutenção do interesse de classes e, pois, do status quo do capitalismo. As críticas da teoria criminológica radical ao desmascararem a realidade por trás do sistema punitivo revelam uma lógica nefasta que serve às estruturas de poder e à separação de classes sociais.
De início, como tratado anteriormente, o discurso de legitimação da pena, quais sejam a função ético-social e a função preventiva, esta com a prevenção geral e especial, não mais atendem, se é que em algum momento atenderam, à realidade a que se reportam. Quanto à função ético-social que deu ensejo ao discurso retributivo, em que, através dos valores da moral cristã e da filosofia idealista, se atribui à pena um mal ao criminoso proporcional ao crime que este cometeu, esta base da pena, como tratou Juarez Cirino dos Santos, “não é democrático”, ante os conceitos do Estado Democrático de Direito e “não é científico”, pois se funda na “indemonstrável liberdade de vontade do ser humano”.
Com relação à função preventiva, destrincha-se esta na prevenção geral e prevenção especial. A primeira, em sua variante negativa, em que a pena intimida o indivíduo sob a premissa de supressão de futuros atos criminosos, tem-se como primeira crítica a ineficácia da pena na função intimidadora. Isto pois qualquer estudo histórico permite chegar à conclusão de que de modo algum a pena inibe o indivíduo a cometer atos criminalizados, e mais, falta-lhe critério que limite sua utilização que viole a dignidade da pessoa humana.
Na sua variante positiva, a prevenção geral em que se baseia a pena, pela qual se busca a normalização das relações sociais, ocorre a institucionalização da lógica vingativa da sociedade, mantendo as expectativas comportamentais normativas. Por óbvio que, tanto nas funções formais, quanto nas funções reais da pena, ao Direito Penal não se incumbe à proteção das instituições do Estado. E mais, esta atenção à expectativa comportamental é patentemente violadora do princípio da ampla defesa e do contraditório, bem como do princípio do in dubio pro reo, assim, as injustiças cometidas sob tal égide acabam por causar a própria desestabilização da ordem da sociedade.
A teoria da pena também comporta crítica na medida em que se funda em premissas de neutralização (prevenção especial negativa), harmonização e ressocialização (prevenção especial positiva) do indivíduo, os quais se revelam, assim como os demais acima tratados, falidos de aplicação e de real efetividade.
A criminologia radical explicita, a partir da visão marxista, a distinção entre os conceitos burguês e proletário de crime, os quais são “as ações contrárias às relações de produção capitalistas” e “a posição de classe dos trabalhadores assalariados na formação social capitalista”, respectivamente. De fato, em que pesem as reais funções da pena, tais compreensões são imprescindíveis para o estudo da criminologia radical.
Analisando-se as ilusões geradas pelas funções formais da pena, evidencia-se que esta serve à manutenção do status quo. Isto é posto em prática através da moralização da classe trabalhadora (“legalidade de base”) e da camuflagem da criminalidade da classe dominante opressora (abuso de poder político e econômica). Em outras palavras, o funcionamento do sistema, tomado pela lógica mercadológica, somente tem efeito se o Estado regular sinteticamente a oferta de mão de obra. Assim, “se a força de trabalho é insuficiente para as necessidades do mercado, o sistema penal adota métodos punitivos de preservação da força de trabalho; se a força de trabalho excede as necessidades do mercado, o sistema penal adota métodos punitivos de destruição da força de trabalho ”. Portanto, para a Criminologia Radical é imperiosa a quebra dos paradigmas do estudo criminológico tradicional.